# Iquiara tuiuca
Iquiara tuiuca là một loài bọ cánh cứng trong họ Cerambycidae.